# Primo Victoria
Primo Victoria ist das erste, am 4. März 2005 erschienene, Studioalbum der schwedischen Heavy-Metal-Band Sabaton. Abgesehen vom letzten Stück beschäftigen sich alle darauf enthaltenen Lieder mit Kriegen des 20. und frühen 21. Jahrhunderts. Man kann es demnach als Konzeptalbum werten.

## Entstehung und Allgemeines
Die Band hatte im Jahr 1999 zusammen mit dem Produzenten Tommy Tägtgren, dem Bruder des späteren Sabaton-Produzenten Peter Tägtgren, die Demo-CD Fist for Fight aufgenommen und 2000 über das italienische Label Underground Symphony wiederveröffentlicht. Anschließend wurde ein mit „Metalizer“ betiteltes Album aufgenommen; nach einem Zerwürfnis mit dem Label stellte die Band das Album aber zurück und nahm stattdessen mit Tägtgren in den Göteborger „Abyss“-Studios das Album Primo Victoria auf. Für das Album unterschrieb die Band beim einheimischen Label Black Lodge, welches das Werk im März 2005 auf CD veröffentlichte.
Primo Victoria markiert den Beginn der Kriegsthematik, die sämtliche Alben der Band später prägen sollte. Sänger Joakim Brodén erklärte das Zustandekommen der Texte wie folgt:

„It was an accident that we had the song ‘Primo Victoria’ and no lyrics for it, and we thought, ‘This has a huge sound, and it needs a huge subject.’ D-Day fit perfectly. We had had the song ‘Panzer Battalion’ without lyrics, and the same thing happened. And then we realized, ‘Hey, let’s make a whole album – only about war!’ And that turned into some more albums. […] But before that, writing lyrics was a necessary evil. All of a sudden, it became fun and interesting, and much easier for me as a singer to give it an emotional delivery.“

Das Cover des Albums wurde von Mattias Norén gestaltet. Es zeigt einen in einem brennenden Gebüsch über einem Ast hängenden Stahlhelm und eine fiktive Flagge, die an den französischen Pavillon royal angelehnte Lilien und zwei gekreuzte Gewehre zeigt. CD und Backcover zeigen einen kreuzförmigen Orden an einer goldenen Kette vor einem Hintergrund aus getrocknetem Lehmboden. Auf dem Innencover ist ein M4-Sherman-Panzer zu sehen.
Im CD-Beiheft finden sich kurze Erläuterungen zu den historischen Ereignissen, die den Songtexten zugrunde liegen. Neben Fotos aus dem Tourleben ist im Booklet ein Zitat des US-amerikanischen Generals George S. Patton abgedruckt:

„Sure, we want to go home. We want this war over with. The quickest way to get it over is to go get the bastards who started it.“

„Sicher, wir wollen nach Hause. Wir wollen mit diesem Krieg fertig sein. Die schnellste Art damit fertig zu werden ist, die Bastarde zu schnappen, die damit angefangen haben.“

Nach Veröffentlichung des Albums tourte die Band unter anderem mit Edguy durch Europa.

## Titelliste
Alle Lieder wurden von Joakim Brodén komponiert.
1. Primo Victoria – 4:10 (Text: Brodén/Sundström)
2. Reign of Terror – 3:51 (Text: Brodén/Sundström)
3. Panzer Battalion – 5:09 (Text: Brodén)
4. Wolfpack – 5:55 (Text: Brodén)
5. Counterstrike – 3:48 (Text: Brodén/Sundström)
6. Stalingrad – 5:18 (Text: Brodén)
7. Into the Fire – 3:25 (Text: Brodén/Sundström)
8. Purple Heart – 5:07 (Text: Sundström)
9. Metal Machine – 4:22 (Text: Brodén)

Zusätzliche Lieder der „Re-Armed“-Version:
1. The March to War (instrumental) – 1:21
2. Shotgun – 3:14 (Text: Brodén)
3. Into the Fire (Text: Brodén/Sundström) [live in Falun 2008] – 4:08
4. Rise of Evil (Text: Brodén) [live in Falun 2008] – 8:04
5. The Beast (Twisted-Sister-Cover) – 3:11
6. Dead Soldier’s Waltz (instrumental) – 1:21

## Details zu den einzelnen Stücken
- Primo Victoria handelt von der Landung alliierter Truppen in der Normandie am 6. Juni 1944, der als „D-Day“ in die Geschichte einging. Im Beiheft des Albums ist ein Zettel zu sehen, auf dem ein Mitglied der befreundeten Band DragonForce auf der gemeinsamen Tour 2006 den Refrain des Stückes umgeschrieben hat: „Can I wank you off? / Can I put your cock in my mouth? / Can you reach around... / My hairy ball bag? / Can I lick your ass? / Can I play with your dad’s huge cock? / Can I cup your balls... / Teabag your grandma?“[1]
- Reign of Terror und Panzer Battalion sind dem Zweiten Golfkrieg, insbesondere den nächtlichen Bombardierungen von Bagdad und dem Einmarsch der Koalitionsstreitkräfte in Kuwait gewidmet.
- Wolfpack handelt vom U-Boot-Krieg im Atlantik, insbesondere dem deutschen Angriff auf den Konvoi ONS-92 im Mai 1942[2] während des Zweiten Weltkrieges.
- Counterstrike hat den Sechstagekrieg von Israel gegen Ägypten, Jordanien und Syrien zum Inhalt.
- Stalingrad handelt namensgemäß von der Schlacht, die 1942/43 an der Ostfront die endgültige Wende des Krieges markierte.
- Into the Fire beschäftigt sich mit dem Vietnamkrieg. Der Titel spielt auf den häufigen Einsatz von Napalm an.
- Purple Heart, benannt nach dem gleichnamigen Verwundetenorden der US-Streitkräfte, widmet sich den zahlreichen Gefallenen aller modernen Kriege.
- Metal Machine fällt als einziges Lied aus dem Schema; hier besteht der Text praktisch nur aus einer Aneinanderreihung bekannter Songtitel aus dem Metal- und Hard-Rock-Genre.
- The March to war wurde von der Band von 2008 bis 2018 als Intro auf Konzerten verwendet.

## Rezeption
In der Fachpresse und in den entsprechenden Webzines erhielt die Band für das Album gute bis sehr gute Kritiken. So stellte sich der Bericht auf metal.de wie folgt dar:

„‚Panzer Battalion‘ oder ‚Metal Machine‘ [sind] so geil […], dass man sie getrost zwischen „2 Minutes To Midnight“ und „Under Jolly Roger“ in sein Repertoire aufnehmen kann. „Primo Victoria“ ist ein Album, das auch Manowar nicht hätten besser machen können.“

Auch beim Webzine „Metal Observer“ zog der Rezensent Falk Kollmansperger ein ähnlich gutes Fazit, nannte den Musikstil aber „einfach gestrickten Melodic Metal“.
Der Titelsong Primo Victoria wurde mit Beteiligung von Joakim Brodén von der deutschen Band Van Canto für das Album Break the Silence 2011 in einer A-cappella-Version mit Percussion gecovert.